# Mała Osada
Mała Osada – część miasta Żnin, położone między trasą zawieszonej obecnie linii kolejowej do Szubina i drogą krajową nr 5, w pobliżu zachodniego brzegu jeziora Dużego Żnińskiego.
Leżąca nieopodal miejscowość Duża Osada jest obecnie częścią wsi Żnin-Wieś.